# Jamal Blackman
Jamal Clint-Ross Blackman, né le 27 octobre 1993 à Croydon, est un footballeur anglais jouant au poste de gardien de but au Shrewsbury Town. 

## Biographie

### En club
Le 31 août 2014, il est prêté à Middlesbrough. Il ne joue qu'un match avec eux, en Coupe de Ligue contre Liverpool. Lors du match, il marque un tir au but contre Simon Mignolet, mais Middlesbrough perd 14-13 aux tirs au but.
Le 27 juillet 2017, il est prêté à Sheffield United, où il participe à 33 matchs avant de retrouver Chelsea à l'issue de la saison.
Le 16 juillet 2018, Blackman est prêté pour une saison à Leeds United. Il dispute deux matchs de coupe avant de retourner à Chelsea en décembre 2018 à la suite d'une blessure.
Le 3 septembre 2019, il est envoyé en prêt pour une saison au Vitesse Arnhem. N'ayant joué aucun match avec l'équipe première du club néerlandais, il est rappelé par Chelsea en janvier 2020 avant d'être de nouveau envoyé en prêt, cette fois pour une durée de six mois au Bristol Rovers FC.
Le 24 août 2020, Jamal Blackman est prêté pour une saison à Rotherham United.
Le 13 septembre 2021, il rejoint le Los Angeles FC.
Le 21 décembre 2024, il rejoint Shrewsbury Town.

### En équipe nationale
Il représente l'Angleterre -16 ans deux fois entre 2008 et 2009, lors des matchs contre le Pays de Galles et le Côte d'Ivoire. 
Il représente aussi l'Angleterre -17 ans l'Angleterre -20 ans et l'Angleterre (appelé seulement).